# Place Troubnaïa

La place Troubnaïa (Тру́бная пло́щадь) est une place de Moscou.

## Situation et accès
Elle située dans l'Anneau des boulevards du district administratif central. Le boulevard Petrovsky se termine sur cette place où donnent aussi le boulevard de la Nativité, la rue Neglinnaïa, le boulevard Tsvetnoï et la rue Troubnaïa.
Métro
- Station de métro «Troubnaïa».

Autobus
- Autobus : А, 24, 38, T13.
Les autobus 24, T 13 s'arrêtent près de la place, rue Neglinnaïa.

## Origine du nom
Le nom est donné par l'ouverture dans le bas de la tour de la Ville Blanche (Bely Gorod) pour la rivière Neglinnaïa, qui a été surnommée par le peuple « Trouba » (littéralement : tuyau, ou ponceau).

## Historique

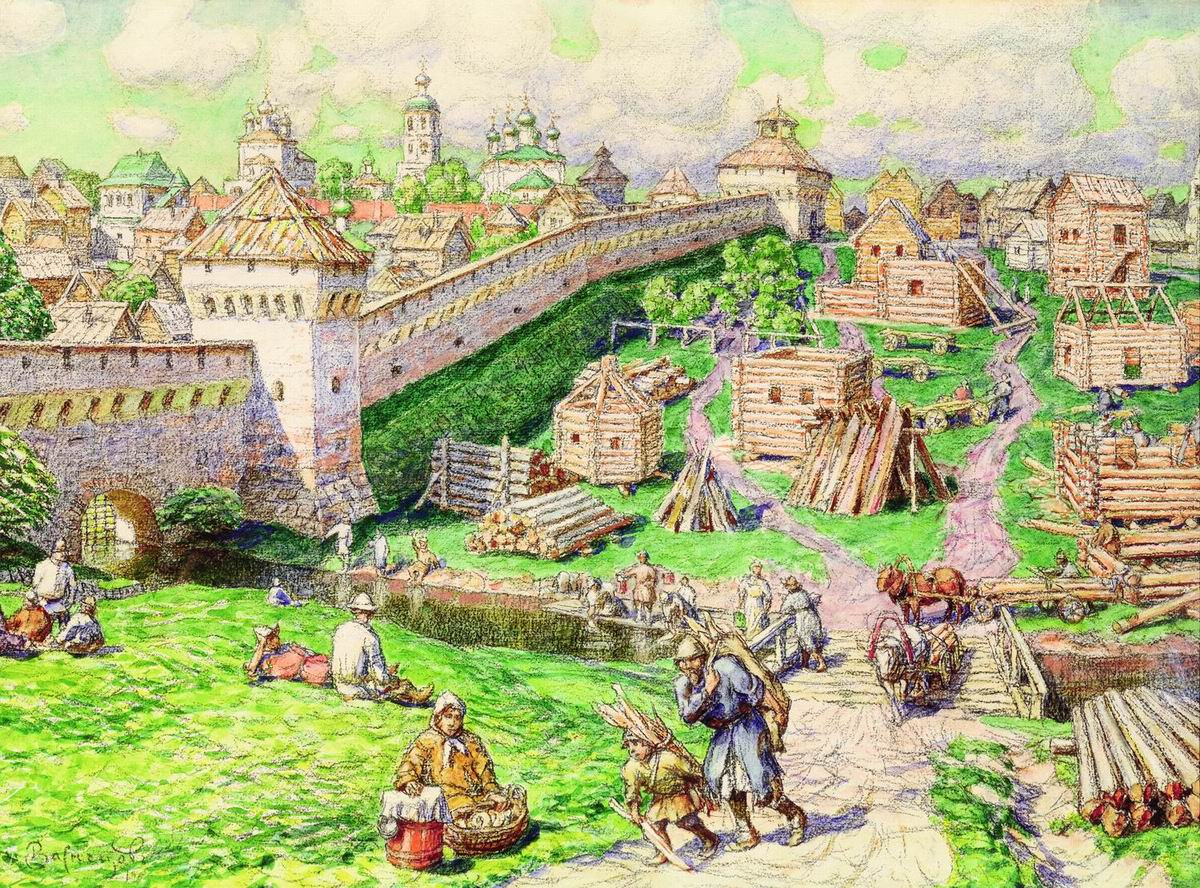
Le marché de Loubiana sur la place. Dessin de Vasnetsov.

De 1590 à 1770, le rempart de la Ville Blanche se dressait ici, dans lequel il y avait une tour aveugle - sans porte. Une ouverture était faite près de la tour pour faire passer la rivière Neglinnaïa qui coule ici, recouverte d'une grille. Les gens appelaient ce trou « le tuyau », et le marché, qui s'étendait à l'extérieur du mur, s'appelait marché Troubny. Il consistait surtout en des grumes, planches et cabanes en rondins. En 1770, le mur de la Ville Blanche est démantelé et l'Anneau des boulevards est tracé. En 1817, la Neglinnaia est enfermée dans un égout souterrain, après quoi, à l'endroit où la rivière traversait l'Anneau des boulevards, une vaste zone s'est formée. Elle reçoit le nom de Troubnaïa.
Au milieu du XIXe siècle, une ligne de tramway hippomobile traversait la place en longeant l'Anneau des boulevards. Sur la place Troubnaïa, on attelait une paire de chevaux supplémentaires afin de traîner la voiture sur la montée raide du boulevard de la Nativité, ancienne rive escarpée de la Neglinnaïa. Le marché de la place, qui changea à plusieurs reprises de spécialisation, exista jusqu'en 1924. À partir du milieu du XIXe siècle, on y vendait des oiseaux chanteurs, des chiens, mais aussi des poissons, grenouilles ou écrevisses, pigeons et d'autres oiseaux en cage. Tchekov en fait la description à la fin du siècle dans sa nouvelle À Moscou sur la place Troubnaïa. On y trouvait des petits animaux; plus tard on y vendait aussi des fleurs.

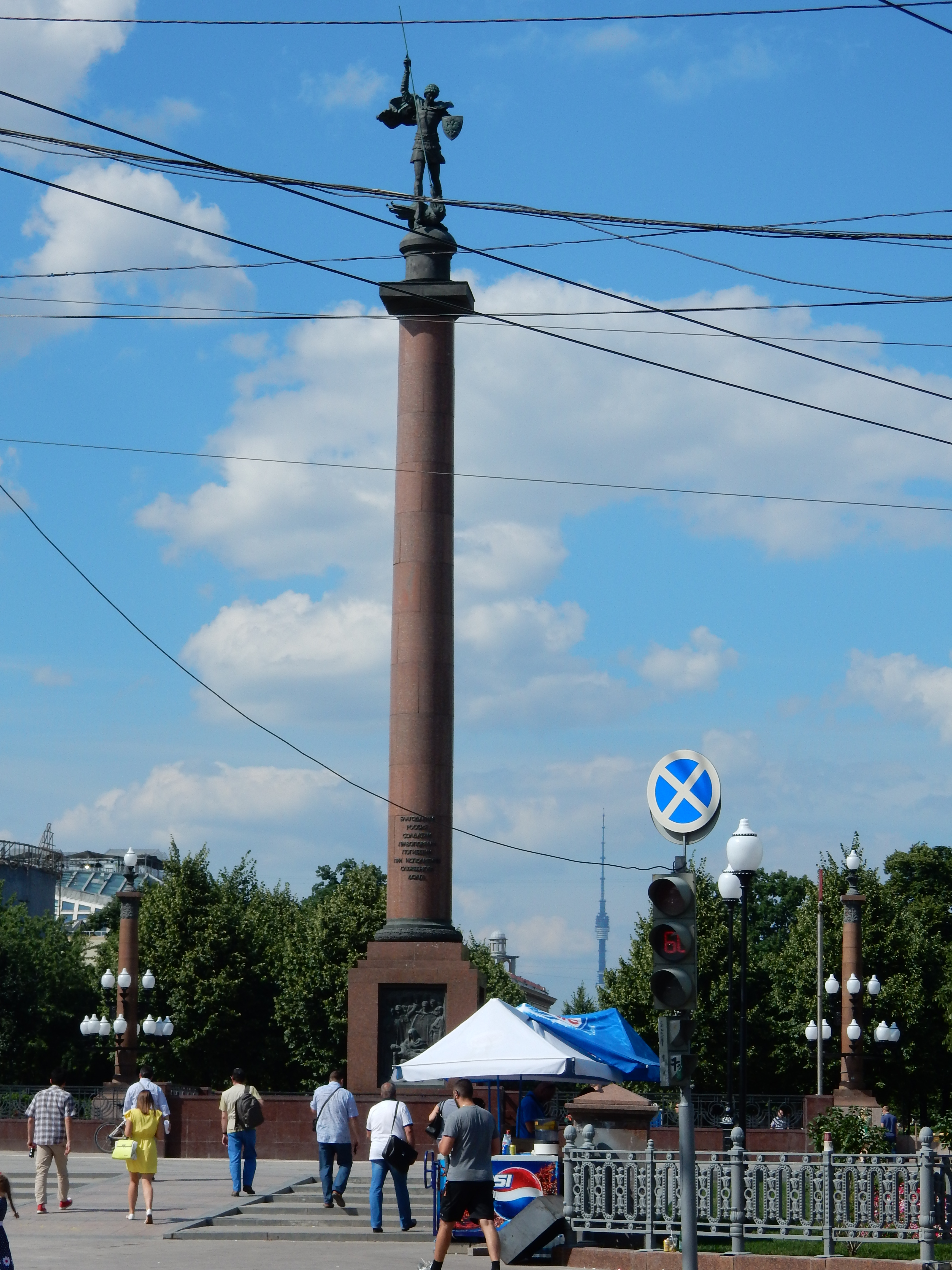
Colonne des forces du ministère de l'Intérieur, surmontée de la statue de saint Georges.

En 1947, la zone a été reconstruite et agrandie. Jusqu'aux travaux d'agrandissement du collecteur souterrain de la rivière menés en 1974-1975, la Neglinnaïa pouvait déborder lors des crues et inondait parfois la zone, la transformant en lac. Au début du XXIe siècle, lors du réaménagement du boulevard Tsvetnoï, une colonne a été érigée dans la partie Nord de la place en l'honneur des membres des forces du ministère de l'Intérieur morts au combat. En août 2007, la station de métro Troubnaïa a été ouverte sur la place.
Le 9 mars 1953, lors du cortège funèbre de Staline avec l'exposition du corps dans la salle des colonnes de la Maison des syndicats, il y a eu une énorme bousculade dans la foule qui s'était rassemblée sur la place Troubnaïa, bloquée par des cordons de camions militaires lourds et de police à cheval, et par la descente raide du boulevard de la Nativité. Cela a entraîné des conséquences désastreuses avec des pertes humaines importantes.
« Quand je me suis trouvée sur place, j'ai réalisé mon malheur. Je me suis retrouvée au mauvais endroit, car la place Troubnaïa était cernée de camions militaires serrés les uns contre les autres. Chaque camion avait des soldats à l'intérieur. La place était remplie d'une foule compacte qui bougeait lentement. Même si c'était un 9 mars, c'était une soirée glaciale, il n'y avait pas de neige à Moscou, l'asphalte de la chaussée était absolument propre ainsi que les trottoirs et la vapeur glaciale du souffle de la foule s'élevait dans un cercle solide, avec le mouvement des gens. Ce mouvement m'a semblé vraiment très effrayant. La place Troubnaïa est disposée comme un bol et un entonnoir s'est formé en son centre. Il était donc évident que si l'on entrait dans ce cycle de rotation, on n'en sortirait jamais. Et puis j'ai eu très peur. J'ai réalisé que quelque chose de mauvais et de terrible se passait au milieu de la place. » (Ekaterina Starikova, projet «05/03/53/»)
Le poète Herman Plissetsky a consacré en 1965 un poème à cette tragédie, du nom de « Trouba », publié en 1967 dans le journal Grani à Francfort-sur-le-Main. En 1990, Evgueni Evtouchenko a réalisé un film sur ce thème intitulé Les Funérailles de Staline («Похороны Сталина»).

## Bâtiments remarquables et lieux de mémoire

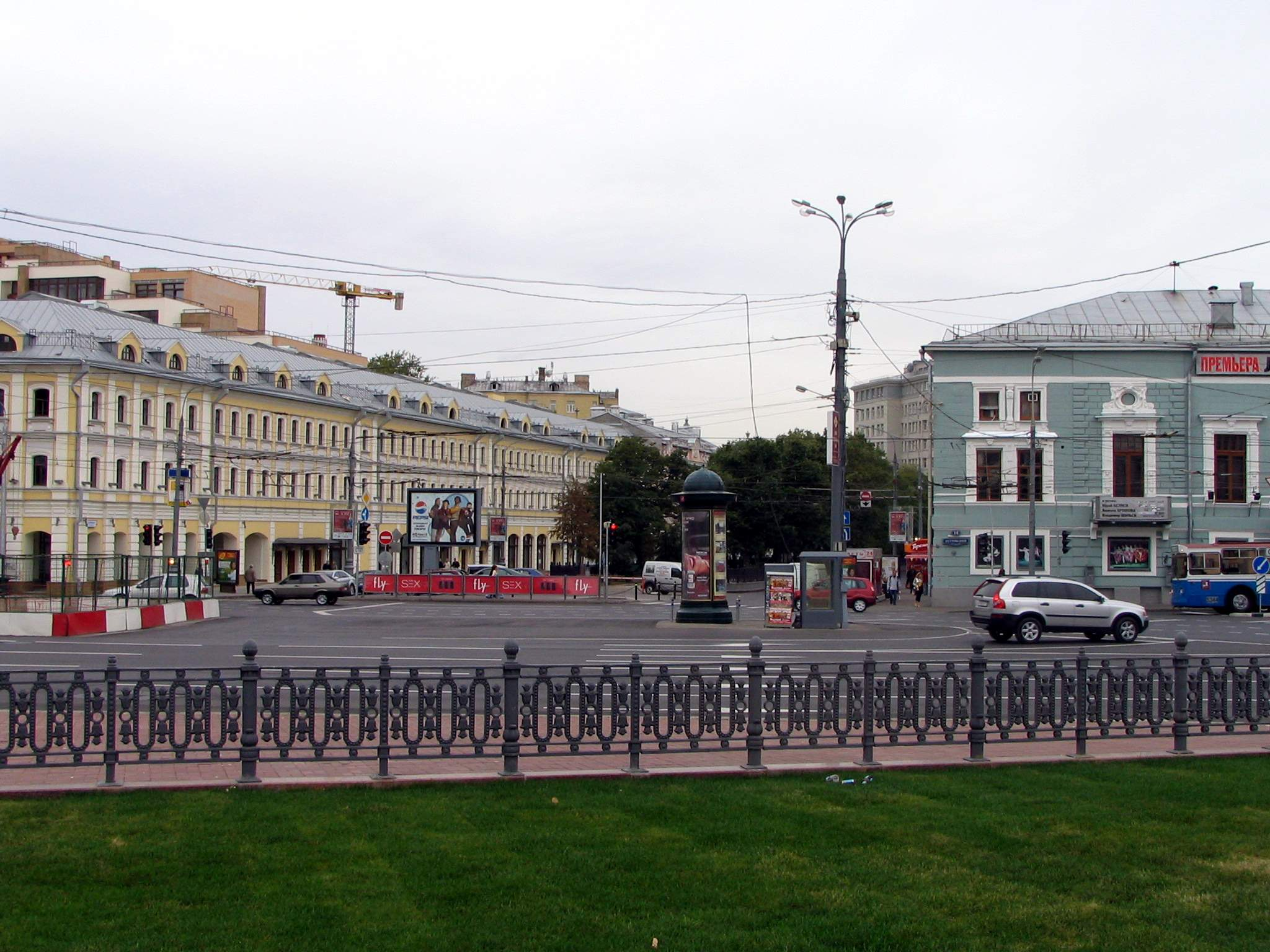
Partie Sud de la place avec la rue Neglinnaïa.

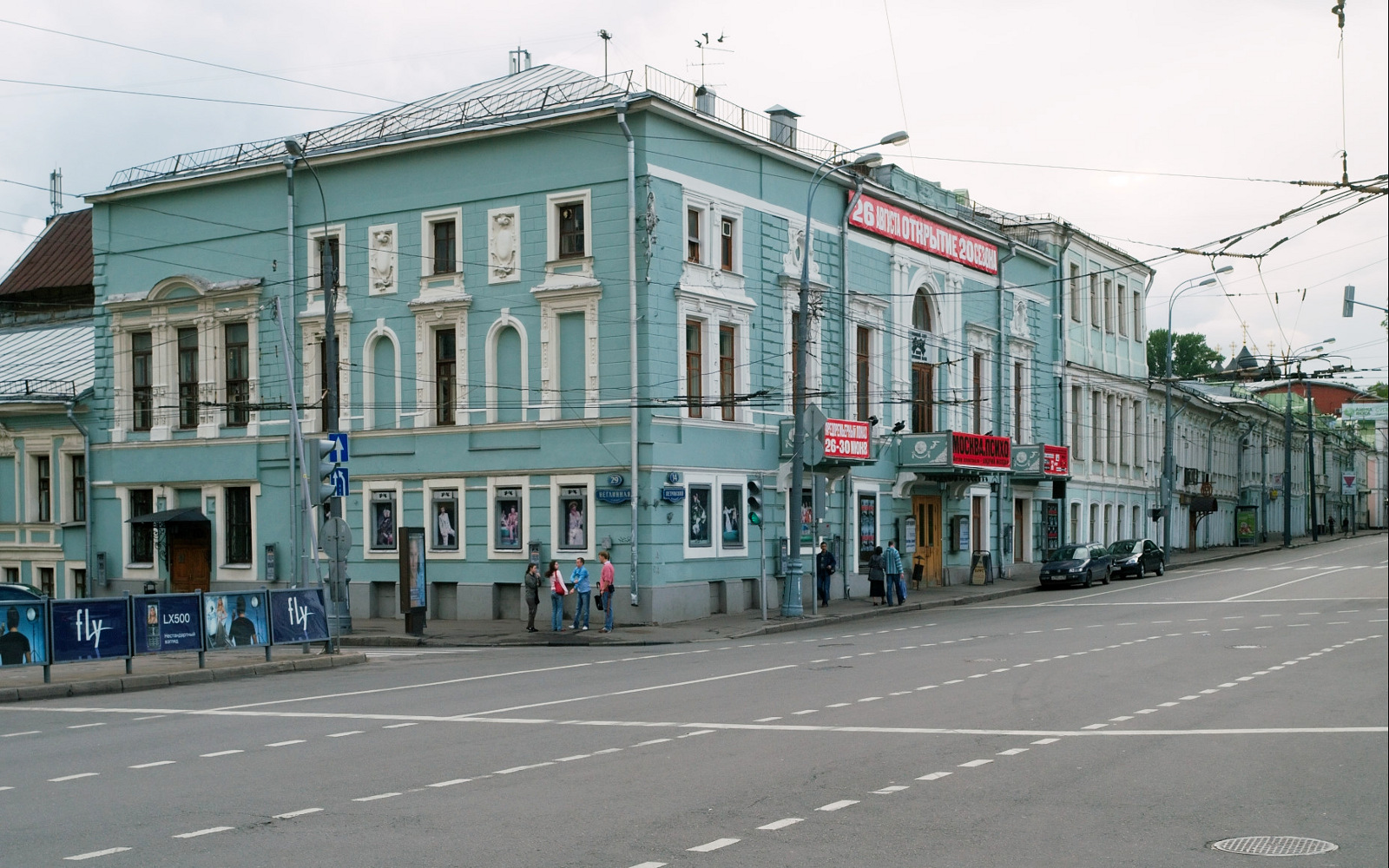
L'ancien Ermitage.

Dans la partie Sud-Ouest de la place, à l'angle de la rue Neglinnaïa et du boulevard Petrovsky, se trouve l'immeuble de l'ancien restaurant fameux L'Ermitage, tant de fois décrit dans la littérature russe. Il a été construit en 1864. Aujourd'hui on y trouve le théâtre de l'École de la pièce contemporaine (n° 29/14).
La partie Sud-Est de la place jusqu'au milieu du XIXe siècle était occupée par des jardins potagers situés à proximité du monastère de la Nativité-de-la-Mère-de-Dieu (dit simplement monastère de la Nativité). En 1865, un immeuble à trois étages a été construit ici, dans lequel des appartements bon marché étaient loués notamment à des étudiants. L'immeuble a été reconstruit plusieurs fois, et au début du XXIe siècle, il a été démoli. Maintenant, un ensemble immobilier a été construit ici à partir de zéro, combinant un style russe pseudo-ancien avec le style Art nouveau, appelé « Neglinnaya Plaza ».
L'angle Nord-Ouest à la jonction des boulevards Petrovsky et Tsvetnoï est constitué de maisons de marchands similaires de la fin du XIXe siècle, serrées les unes contre les autres.
Dans le coin Nord-Est de la place entre le boulevard Tsvetnoï et la rue Troubnaïa, il y avait un immeuble de quatre étages (maison de Vnoukov), au rez-de-chaussée duquel se trouvait au milieu du XIXe la taverne Crimée («Крым») qui comprenait des chambres de passe notoires, où les « bas-fonds de la ville » se retrouvaient. Le sous-sol de la taverne était appelé l'« enfer » («Ад») et le « sous-monde » («Преисподняя»). La taverne a été fermée au début du XXe siècle, pour y ouvrir un magasin. L'immeuble a été démoli en 1981, pour construire la « Maison d'éducation politique du Comité municipal de Moscou du PCUS ». En 1991, l'édifice a été transformé en « Centre parlementaire de la Russie ». En 2004, il a été, à son tour, complètement démoli, et à sa place on y trouve un complexe multifonctionnel de bâtiments administratifs et résidentiels.

## Source de la traduction
- (ru) Cet article est partiellement ou en totalité issu de l’article de Wikipédia en russe intitulé « Трубная площадь » (voir la liste des auteurs).